# Crew Dragon Resilience
Crew Dragon Resilience (Dragon Capsule C207) é uma nave Crew Dragon fabricada e operada pela SpaceX. Ela é utilizada no Programa de Tripulações Comerciais. Ela iniciou sua primeira missão no dia 16 de novembro de 2020, como parte da SpaceX Crew-1.

## História

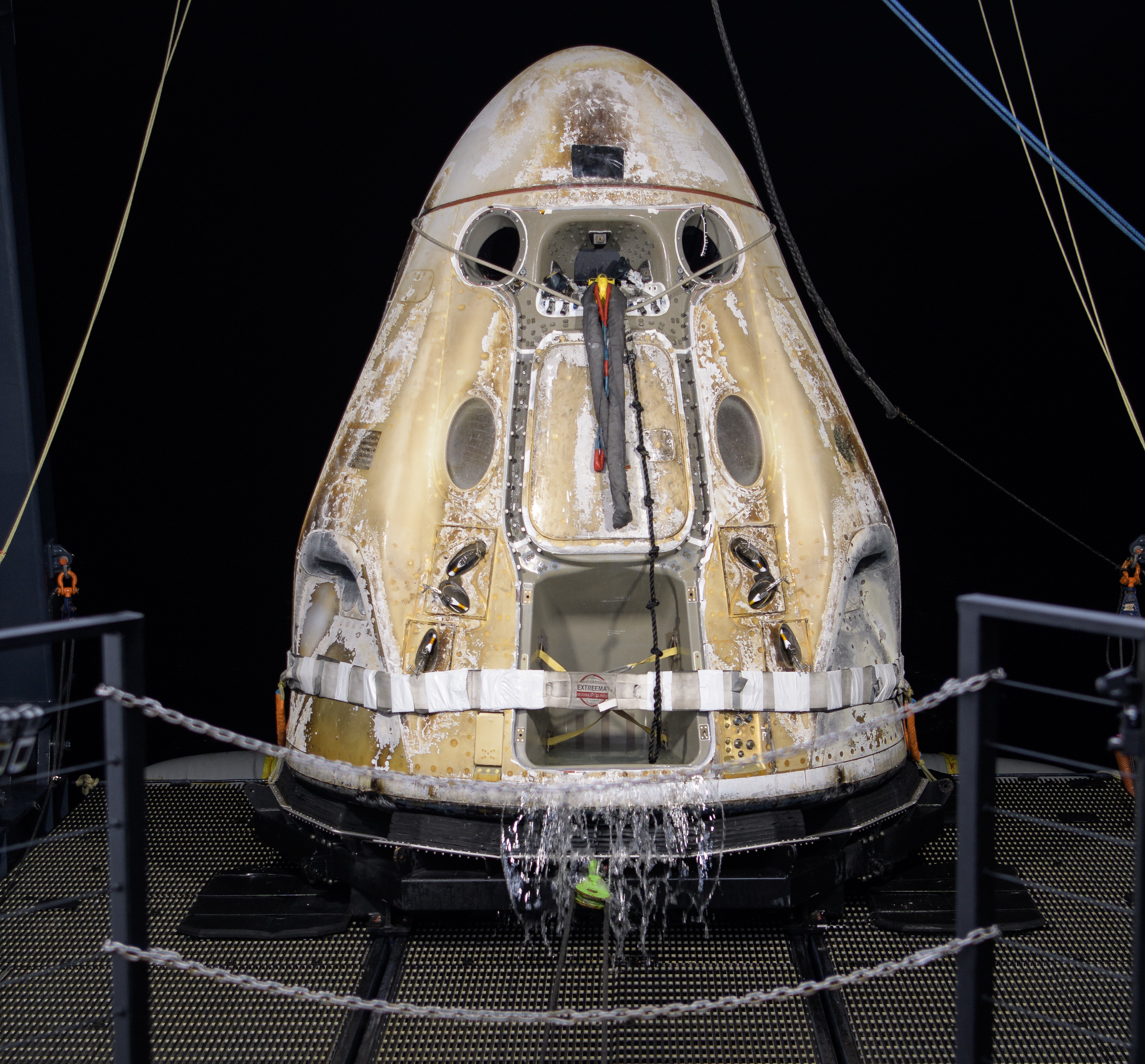
Resilience amerissa no Golfo do México, após o término da Crew-1

Originalmente a nave deveria voar após a SpaceX Crew-1, mas passou a ser responsável pela Crew-5 após uma anamalia durante um teste de ignição ter destruído a C204 que seria reutilizada no Crew Dragon In-Flight Abort Test.
No dia 1 de maio de 2020 a SpaceX falou que a C207 estava em produção e o treino da tripulação estava em andamento. Crew Dragon C207 chegou na unidade de processamento da SpaceX na Flórida no dia 18 de agosto de 2020.
Numa coletiva de imprensa realizada no dia 29 de setembro de 2020, o comandante Michael Hopkins reveleo que a cápsula foi batizada como Resilience. O trunk foi anexado no dia 2 de outubro de 2020.
Resilience foi lançado pela primeira vez no dia 16 de novembro de 2020 como parte da SpaceX Crew-1.
O adaptador de acoplagem, normalmente utilizado para a acoplagem de espaçonaves com a Estação Espacial Internacional, foi subsituído por um domo de vidro na Inspiration4. Isto permitiu por uma vista de 360º da Terra, parecidas com o que ocorre na Cúpula da ISS.